# Royal Rumble (2015)
Royal Rumble (2015) foi um evento de luta livre profissional produzido pela WWE e patrocinado pela Hulu, que foi transmitido em formato pay-per-view e pelo WWE Network, que ocorreu em 25 de janeiro de 2015 no Wells Fargo Center na cidade da Filadélfia, Pensilvânia. Este foi o vigésimo oitavo evento da cronologia do Royal Rumble, o segundo a acontecer na cidade da Filadélfia e o primeiro pay-per-view de 2015 no calendário da WWE.
Ao todo, foram realizados seis combates de luta livre profissional (um deles transmitido no pré-show do evento), que produziram um supercard. No evento principal, Roman Reigns venceu a tradicional luta Royal Rumble, ganhando assim o direito de disputar o Campeonato Mundial dos Pesos-Pesados da WWE no WrestleMania 31. Nos combates preliminares, os Usos (Jey Uso e Jimmy Uso) derrotaram The Miz e Damien Mizdow para manterem o Campeonato de Duplas e o campeão mundial dos pesos-pesados da WWE, Brock Lesnar, derrotou John Cena e Seth Rollins em uma luta triple threat para também reter o seu título.
Como no ano anterior, o evento foi marcado por uma reação extremamente negativa do público presente e dos fãs nas redes sociais com relação ao combate Royal Rumble e a posterior vitória de Reigns. No entanto, sites especializados avaliaram o Royal Rumble de 2015 com críticas mistas, sendo destacado o confronto pelo campeonato mundial da WWE, no qual foi amplamente elogiado.

## Antes do evento

### Contexto e conceito
Royal Rumble (2015) teve combates de luta livre profissional de diferentes lutadores com rivalidades e histórias pré-determinadas que se desenvolveram no Raw, SmackDown e Main Event — programas de televisão da WWE, tal como nos programas transmitidos pela internet - Superstars e NXT. Os lutadores interpretaram um vilão ou um mocinho seguindo uma série de eventos para gerar tensão, culminando em várias lutas.
A luta característica do evento - a homônima Royal Rumble - daria ao vencedor uma chance pelo Campeonato Mundial dos Pesos-Pesados da WWE no WrestleMania 31. O combate consiste em 30 lutadores, entrando no ringue em intervalos de tempo pré-determinados. A luta acaba quando, após os 30 lutadores tiverem entrado no ringue, 29 tenham sido eliminados. A eliminação ocorre quando um lutador é jogado do ringue por cima da corda mais alta, com os dois pés tocando o chão. O último lutador no ringue é declarado o vencedor. Em 2015, a luta aconteceu pela vigésima oitava vez, com o combate de 2011 tendo sido disputado por 40 lutadores e o de 1988, por 20. Todos os restantes tiveram 30 participantes.

### Rivalidades

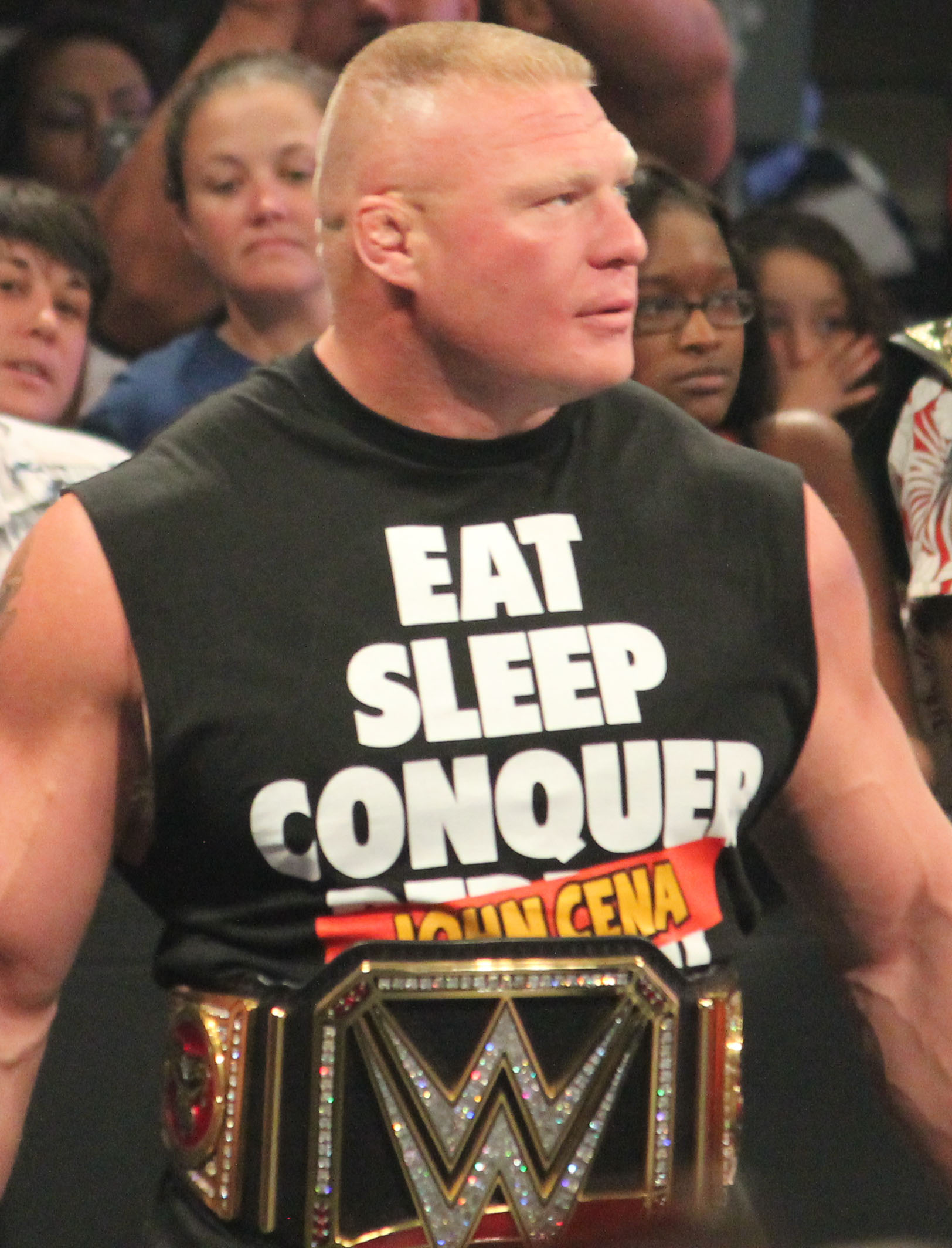
Brock Lesnar defendeu o Campeonato Mundial dos Pesos-Pesados da WWE contra John Cena e Seth Rollins no Royal Rumble.

No SummerSlam de 2014, Brock Lesnar derrotou John Cena para vencer o Campeonato Mundial dos Pesos-Pesados da WWE. Cena recebeu sua revanche um mês depois, no Night of Champions, onde venceu por desqualificação após a interferência de Seth Rollins. Como pelas regras não é possível o título trocar de mãos com uma vitória desse tipo, Lesnar manteve seu título. Mais uma vez, Cena se tornou desafiante ao Campeonato Mundial dos Pesos-Pesados da WWE derrotando Randy Orton no Hell in a Cell. No TLC: Tables, Ladders and Chairs...and Stairs, ele foi obrigado a colocar sua chance em jogo contra Rollins em uma luta de mesas, mas acabou vencendo. Na mesma noite, foi anunciado que o combate entre Lesnar e Cena ocorreria no Royal Rumble de 2015.  Porém, no Raw de 5 de janeiro, Triple H adicionou Rollins ao combate como uma recompensa por ele ter trazido a The Authority de volta ao poder na semana anterior. Na edição de 19 de janeiro do Raw, Triple H forçou Cena a competir em uma luta 3-contra-1 contra Rollins, Big Show e Kane para manter sua vaga no combate do Royal Rumble e recuperar os empregos de Erick Rowan, Dolph Ziggler e Ryback depois destes três últimos serem demitidos uma semana antes. Com a ajuda de Sting, Cena venceu a luta e assegurou novamente sua participação no Royal Rumble.
No TLC: Tables, Ladders and Chairs...and Stairs, os Usos (Jey Uso e Jimmy Uso) venceram os então campeões de duplas da WWE, The Miz e Damien Mizdow, por desqualificação, após estes atacarem os atacarem com os cinturões. Com o resultado, Miz e Mizdow mantiveram o título. Os Usos receberam uma revanche no Raw de 29 de dezembro de 2014, onde conseguiram vencer o Campeonato de Duplas. Miz e Mizdow invocaram sua desforra no SmackDown de 9 de janeiro juntamente com Goldust e Stardust, mas os Usos novamente saíram vitoriosos. No Raw de 12 de janeiro, as duas duplas se enfrentaram novamente, onde Miz e Mizdow venceram os campeões, ganhando assim mais uma chance pelo Campeonato de Duplas da WWE. Três dias depois, no SmackDown, foi confirmado que este combate aconteceria no Royal Rumble.
Em rivalidades menores que culminaram em lutas no Royal Rumble, foi decidido no Raw de 19 de janeiro que Paige e Natalya enfrentariam as Bella Twins (Nikki Bella e Brie Bella) após as duas primeiras se ajudarem a derrotar estas últimas. No mesmo programa, foi informado que os Ascension (Konnor e Viktor) lutariam contra os New Age Outlaws (Billy Gunn e Road Dogg) após eles interferirem na reunião da New World Order (nWo) e APA, onde Gunn e Road Dogg estavam presentes. Também foi anunciado que a New Day (Big E e Kofi Kingston) enfrentaria Cesaro e Tyson Kidd no pré-show do evento.

## Evento
| Equipe de transmissão  | Equipe de transmissão        |
| Papel:                 | Nome:                        |
| ---------------------- | ---------------------------- |
| Comentaristas          | John "Bradshaw" Layfield     |
| Comentaristas          | Michael Cole                 |
| Comentaristas          | Jerry Lawler                 |
| Comentaristas          | Carlos Cabrera (espanhol)    |
| Comentaristas          | Marcelo Rodríguez (espanhol) |
| Anunciadoras de ringue | Lilian Garcia                |
| Anunciadoras de ringue | Eden                         |
| Painel de discussão    | Booker T                     |
| Painel de discussão    | Byron Saxton                 |
| Painel de discussão    | Corey Graves                 |
| Painel de discussão    | Renee Young                  |
| Repórter               | Tom Phillips                 |
| Mídias sociais         | Tom Phillips                 |

### Pré-show
Antes do inicio do evento, um pré-show foi transmitido gratuitamente no site da WWE, onde a New Day (Big E e Kofi Kingston), acompanhados por Xavier Woods, enfrentou a equipe de Cesaro e Tyson Kidd (seguidos por Adam Rose e Natalya) em uma luta de duplas. Big E e Kofi controlaram a maior parte do combate, mas no fim, Cesaro aplicou um Uppercut e Kidd executou um Fisherman neckbreaker em Kofi, conseguindo assim realizar o pinfall com exito.

### Lutas preliminares
A primeira luta da noite foi um confronto de duplas entre a Ascension (Konnor e Viktor) e os New Age Outlaws (Billy Gunn e Road Dogg). Numa luta equilibrada, Gunn tentava aplicar um Fameasser em Viktor, mas foi surpreendido com uma tag rápida  de Konnor. Os dois então aplicaram um Fall of Man em Gunn para conseguirem a vitória.
Na luta seguinte, os Usos (Jey Uso e Jimmy Uso) defenderam o Campeonato de Duplas da WWE contra The Miz e Damien Mizdow. Durante todo o combate, Miz se recusou a fazer tag com Mizdow, embora este tenha ajudado seu parceiro em algumas ocasiões, principalmente para salva-lo das tentativas de pinfalls dos adversários. Miz ainda conseguiu executar seu movimento de finalização, o Skull Crushing Finale, em Jey, mas não obteve a vitória. Mizdow fez o mesmo, mas também falhou. No final, Jey aplicou um Superkick seguido de um Superfly Splash de Jimmy, conseguindo o pinfall na sequência, mantendo assim os títulos.
No terceiro combate, Paige e Natalya enfrentaram as Bella Twins (Nikki Bella e Brie Bella), que conseguiram vencer o confronto após Nikki aplicar uma cotovelada no rosto de Natalya.

### Lutas principais

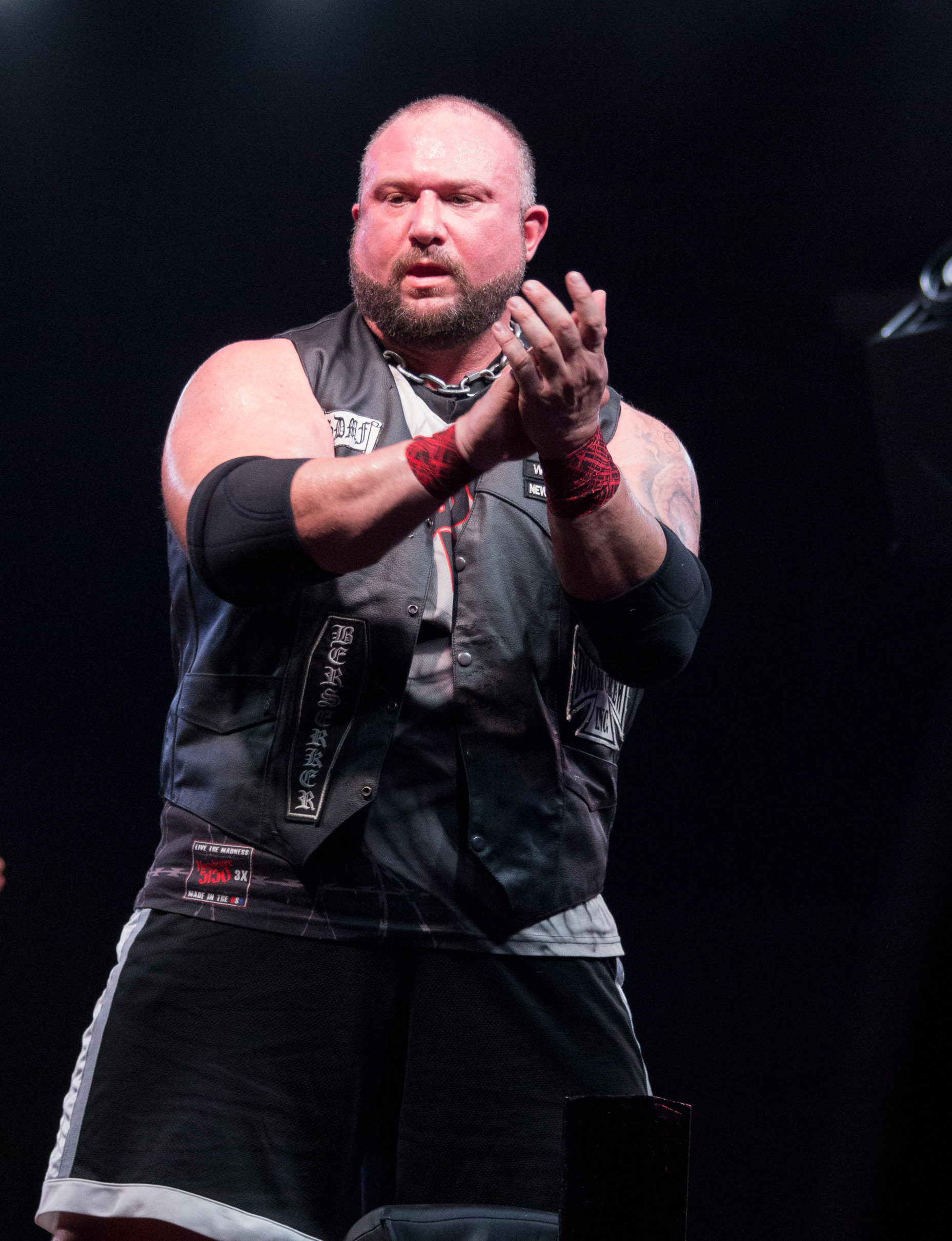
Bubba Ray Dudley fez um retorno surpresa durante a luta Royal Rumble.

No quarto e penúltimo combate da noite, Brock Lesnar, acompanhado por Paul Heyman, defendeu o seu Campeonato Mundial dos Pesos-Pesados da WWE em um combate triple threat contra Seth Rollins (tendo Jamie Noble e Joey Mercury como assistentes) e John Cena. Lesnar dominou grande parte do tempo, aplicando várias sequências de Suplexes em seus adversários. Um momento de destaque no confronto aconteceu quando Cena executou três vezes seguidas seu movimento de finalização, o Attitude Adjustment, seguido por um Curb Stomp de Rollins em Lesnar. Em outro ponto, Cena jogou este último sobre a mesa dos comentaristas espanhóis e da corda superior do ringue, Rollins lhe aplicou um Diving Elbow, quebrando-a. Médicos vieram para verificar o estado de Lesnar e, eventualmente, leva-lo para os bastidores. O combate continuou no ringue, e quando Cena tentou aplicar a submissão STF em Rollins, Noble e Mercury interferiram a seu favor, mas acabaram por sofrer um Attitude Adjustment. Minutos depois, Lesnar voltou a ação e jogou Cena para fora do ringue, mas foi surpreendido por Rollins, que lhe atacou na cabeça duas vezes com sua maleta do Money in the Bank, derrubando-o. Ele então tentou um Curb Stomp no campeão sobre a pasta, mas Lesnar reverteu o movimento em um F5, conseguindo o pinfall, mantendo assim o título.
Na luta final da noite, 30 lutadores se enfrentaram no combate Royal Rumble, com o vencedor recebendo uma luta pelo Campeonato Mundial dos Pesos-Pesados da WWE no WrestleMania 31. The Miz e R-Truth começaram a luta, seguidos por Bubba Ray Dudley, que fez seu retorno a WWE, eliminando-os. Bray Wyatt foi o quinto a entrar, e além de eliminar Dudley, ele conseguiu jogar para fora rapidamente The Boogeyman, Sin Cara, Zack Ryder e Daniel Bryan, lutadores sequentes a sua entrada. Curtis Axel, que estava escalado para entrar em sexto, não participou da luta devido a um ataque de Erick Rowan enquanto ele se dirigia ao ringue. Diamond Dallas Page também fez uma participação especial, entrando como número 14, porém ele logo foi eliminado por Rusev, o décimo quinto lutador no Royal Rumble. Os últimos quatro na luta foram Roman Reigns, que entrou como número 19, Kane como 24º, Big Show como número 29 e Rusev, nesta altura escondido debaixo do ringue. Reigns conseguiu eliminar simultaneamente Show e Kane, mas estes voltaram ao ringue e começaram a ataca-lo. The Rock então veio em seu auxílio, ajudando-o a lhes expulsar. Rusev re-entrou no ringue, mas acabou sendo eliminado na sequência por Reigns, que venceu o combate. O show se encerrou com ele e The Rock comemorando no centro do ringue.

## Após o evento
A WWE cancelou a exibição ao vivo do Raw pós-Royal Rumble que aconteceria em 26 de janeiro no XL Center em Hartford, Connecticut, devido à nevasca que atingiu o estado. A empresa também cancelou as gravações do SmackDown que ocorreriam em Boston na noite seguinte. Em comunicado, foi informado que o Raw seria transmitido dos estúdios da WWE em Stamford e o SmackDown daquela semana iria ser exibido ao vivo na quinta-feira em Hartford, honrando os ingressos comprados e permitindo ainda aos fãs de Boston trocar suas entradas para um evento ao vivo em 27 de junho ou obter um reembolso total. O Raw exibido no dia 26 mostrou a luta pelo Campeonato Mundial dos Pesos-Pesados da WWE e o evento principal do Royal Rumble, embora com intervalos comerciais, e entrevistas com Seth Rollins, Brock Lesnar, Paul Heyman, Roman Reigns e Daniel Bryan sobre suas respectivas participações na noite anterior.

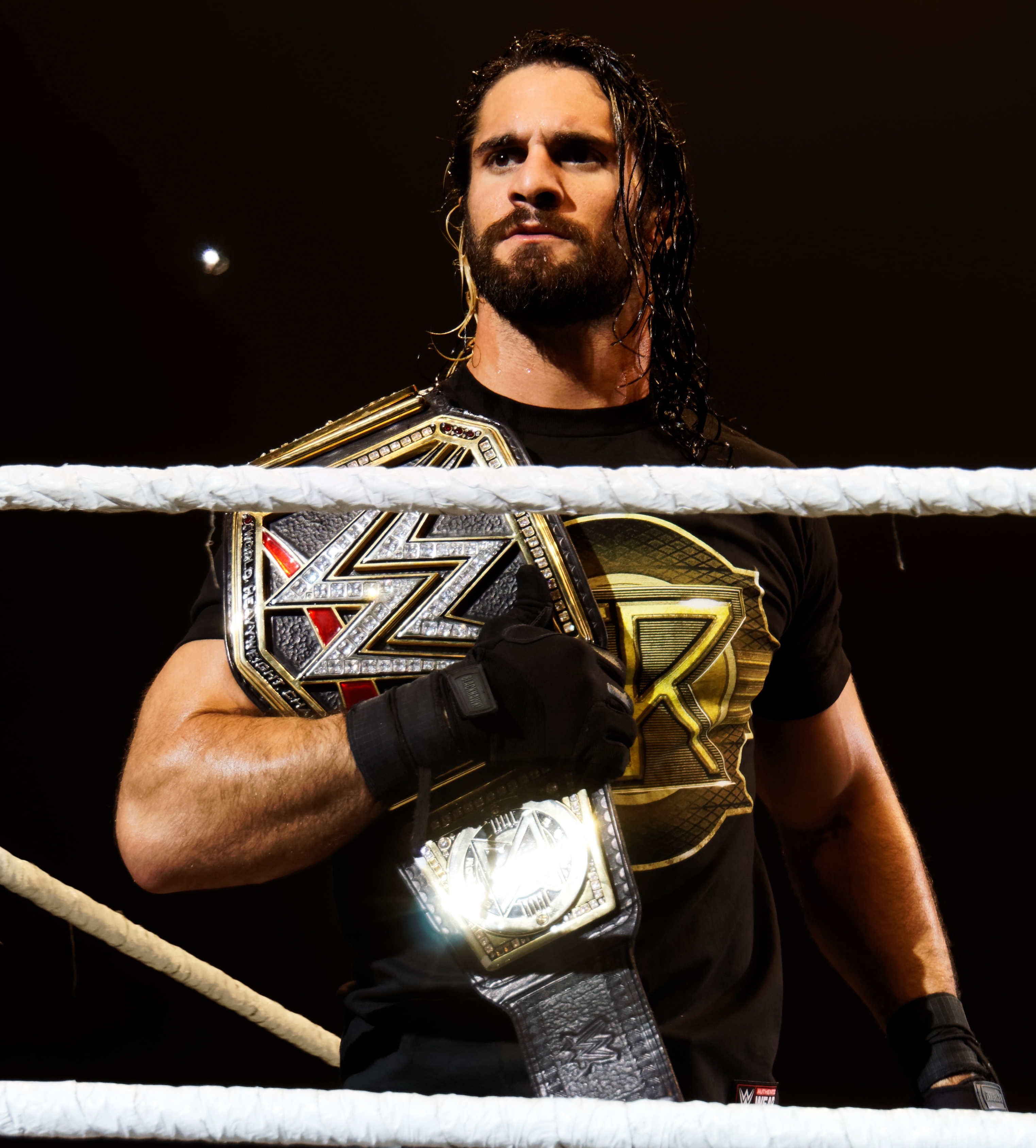
No WrestleMania 31, Seth Rollins se tornou no novo campeão mundial dos pesos-pesados da WWE após descontar seu contrato do Money in the Bank durante a luta entre Brock Lesnar e Roman Reigns.

No Raw de 2 de fevereiro, enquanto Reigns discursa sobre sua vitória no Royal Rumble e sua chance de enfrentar Brock Lesnar no WrestleMania 31, Bryan o interrompeu, afirmando que merecia uma revanche pelo título mundial, já que durante seu reinado, ele teve que abdicar o campeonato devido a uma lesão, deste modo nunca perdendo de facto o campeonato. Triple H e Stephanie McMahon (figuras de autoridade conhecidos conjuntamente como "The Authority") intervieram e ofereceram uma proposta aos dois: Bryan teria que enfrentar Seth Rollins na mesma noite, onde o vencedor dessa luta entrefaria Reigns no Fastlane pela posição de desafiante ao Campeonato Mundial dos Pesos-Pesados da WWE no WrestleMania. Ambos aceitaram o acordo, e mais tarde naquele programa, Bryan derrotou Rollins com a ajuda de Reigns, oficializando assim o combate entre eles no evento, onde este último obteve a vitória.
No evento principal do WrestleMania, enquanto Lesnar enfrentava Reigns pelo Campeonato Mundial dos Pesos-Pesados da WWE, Seth Rollins interveio e descontou o seu contrato do Money in the Bank, transformando a luta em um confronto triple threat; Rollins conseguiu vencer após aplicar seu movimento de finalização Curb Stomp em Reigns. Este foi o primeiro reinado de Rollins como campeão mundial da WWE.
Enquanto John Cena era entrevistado no pós-show do Royal Rumble, Rusev, irado pela sua eliminação no combate de mesmo nome, interrompeu a entrevista e atacou Cena, o que gerou uma briga nos bastidores entre os dois. No dia seguinte, foi confirmado no site da WWE que eles se enfrentariam no Fastlane, onde o Campeonato dos Estados Unidos da WWE de Rusev estaria em jogo. Este conseguiu manter o seu título no evento, mas acabou sendo derrotado por Cena no WrestleMania, que se tornou campeão dos Estados Unidos pela quarta vez na carreira. Outra revanche ocorreu entre os dois no Extreme Rules, onde novamente Cena conseguiu vencer.
Embora Curtis Axel não participar da luta Royal Rumble não tivesse precedentes, o fato de que ele não foi eliminado (sem nunca ter oficialmente entrado no combate) acabou se tornando em um trending topic no Twitter após o evento. Isto levou a ele começar a se referir a si mesmo como "o verdadeiro vencedor" do Royal Rumble, alegando que ainda não tinha sido eliminado, portanto, merecia uma luta contra Lesnar no WrestleMania 31 pelo Campeonato Mundial dos Pesos-Pesados da WWE. Isso também levou a Axel iniciar sua própria hashtag intitulada "#AxelMania". Entretanto, no Wrestlemania 31, ele participou da battle royal em memória de André the Giant, onde foi o primeiro eliminado.

## Recepção
A reação negativa dos fãs presentes no evento na Filadélfia para o Royal Rumble e seu eventual vencedor Roman Reigns foi descrito como sendo ainda pior do que o evento de 2014. Quando Daniel Bryan foi eliminado na primeira parte da luta, o público repetidamente gritou seu nome até o final do combate, enquanto vaiavam outros lutadores que faziam suas entradas, incluindo Reigns. A multidão ficou ainda mais infeliz quando Dolph Ziggler e Dean Ambrose foram eliminados, e torceu para o vilão antiamericano Rusev quando apenas ele e Reigns estavam na luta, gritando ainda "bullshit" e por CM Punk. Reigns foi vaiado depois de vencer o evento principal, mesmo depois que ele recebeu a ajuda de The Rock, com este último também sendo mal recebido.
Alguns fãs foram as redes sociais para mostrar seu descontentamento com a eliminação precoce de Bryan. Logo após o evento, "#CancelWWENetwork" chegou a ser o termo mais popular mundialmente no Twitter, enquanto que a página de cancelamento do WWE Network estava sobrecarregada devido a grande quantidade de cancelamentos.

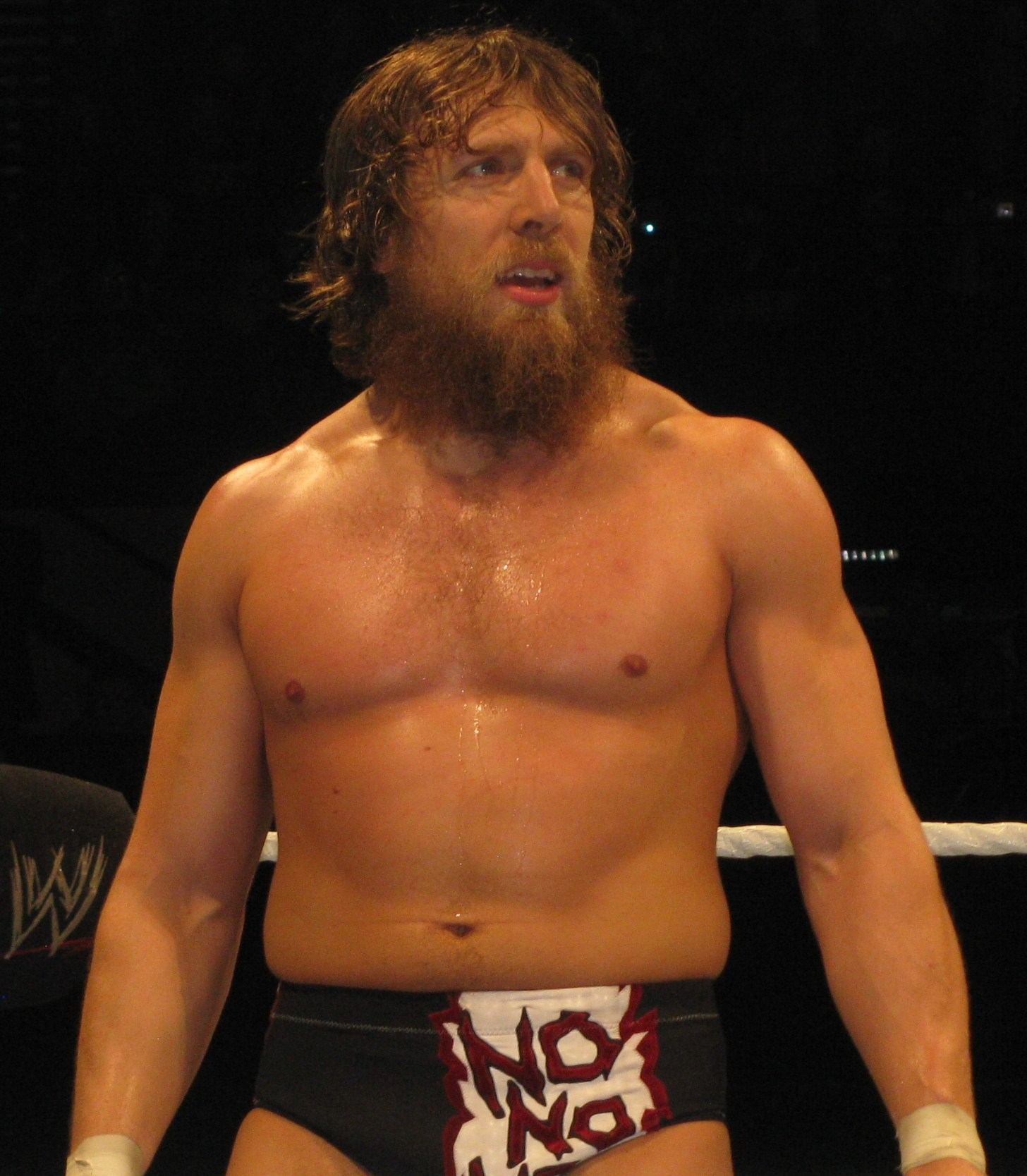
A eliminação precoce de Daniel Bryan foi um dos pontos destacados como negativos pela crítica.

Na crítica especializada, o Royal Rumble de 2015 recebeu avaliações mistas. James Caldwell, escrevendo para o Pro Wrestling Torch Newsletter, elogiou o confronto pelo Campeonato Mundial dos Pesos-Pesados da WWE, classificando-o com uma nota quatro de um total de cinco, e comentou que era um "bom [Royal] Rumble" até "a multidão se transformar quando eles viram como seria fim". Caldwell gostou da participação de Bray Wyatt e observou que Bubba Ray Dudley foi um "bom retorno surpresa", mas acrescentou que qualquer bom momento durante a luta foi "ofuscado pelo fim".
Kenny Herzog, da revista Rolling Stone, questionou a possibilidade do combate Royal Rumble de 2015 ser o pior na história, argumentando que diversos fatores, tais como o mau tratamento de ex-campeões intercontinentais, a eliminação precoce e inesperada de Daniel Bryan e o domínio de Kane e Big Show sobre os talentos mais jovens prejudicaram fortemente a luta. Apesar disso, Herzog elogiou a o público animado na Filadélfia, o retorno e desempenho de  Bubba Ray Dudley e a participação de Seth Rollins no confronto pelo título da WWE como pontos positivos.
Dale Plummer, da seção de luta livre profissional do Canadian Online Explorer, deu ao evento uma classificação de seis estrelas de um máximo de dez; ele notou que foi um erro a WWE eliminar Bryan cedo e dar a vitória a Reigns em uma cidade repleta de fãs da ECW. Plummer escreveu: "Daniel Bryan estava realmente no Royal Rumble para reparar o erro do ano passado, mas quando Bray Wyatt o eliminou, tirou todo o folego da multidão".
Luke Winkie, da Sports Illustrated, foi menos crítico com o Royal Rumble, atribuindo a eliminação de Bryan como uma boa narrativa e um caso em que "você deveria odiar o produto". Winkie sugeriu que a "péssima reação para a vitória de Reigns tem muito mais a ver com a saída antecipada de Daniel Bryan do que com sua reputação real". Ele ainda destacou a entrada e a eliminação final de Ziggler como "a mais devastadora" e elogiou o combate pelo Campeonato Mundial da WWE, descrevendo como "um candidato a luta do ano", enquanto questionou se ninguém se preocupava com a The Ascension.
O ex-lutador Mick Foley, que havia sido crítico do evento no ano anterior, escreveu que estava triste com a perspectiva do Royal Rumble perder seu brilho e relevância como um show anual, e que agora ele considera ser "um obstáculo à boa vontade e entusiasmo necessário para uma atmosfera verdadeiramente memorável de um WrestleMania". Foley questionou a falta de criatividade da WWE sobre o uso de favoritos dos fãs no combate Royal Rumble, e, com base na observação de como os fãs saíram da arena, disse que "não havia nenhuma alegria na Filadélfia".

## Resultados
| Nº                                          | Resultados | Estipulações                                                                                       | Tempo |
| ------------------------------------------- | --- | -------------------------------------------------------------------------------------------------- | ----- |
| Pré- show                                   | Cesaro e Tyson Kidd (com Adam Rose e Natalya) derrotaram The New Day (Kofi Kingston e Big E) (com Xavier Woods) | Luta de duplas                                                                                     | 11:03 |
| 1                                           | The Ascension (Konnor e Viktor) derrotou The New Age Outlaws (Road Dogg e Billy Gunn)                           | Luta de duplas                                                                                     | 5:25  |
| 2                                           | The Usos (Jey Uso e Jimmy Uso) (c) derrotaram The Miz e Damien Mizdow                                           | Luta de duplas pelo Campeonato de Duplas da WWE                                                    | 9:20  |
| 3                                           | The Bella Twins (Brie Bella e Nikki Bella) derrotou Paige e Natalya                                             | Luta de duplas                                                                                     | 8:04  |
| 4                                           | Brock Lesnar (c) (com Paul Heyman) derrotou Seth Rollins (com Jamie Noble e Joey Mercury) e John Cena           | Luta Triple Threat pelo Campeonato Mundial dos Pesos-Pesados da WWE                                | 22:52 |
| 5                                           | Roman Reigns venceu ao eliminar por último Rusev                                                                | Luta Royal Rumble por uma luta pelo Campeonato Mundial dos Pesos-Pesados da WWE no WrestleMania 31 | 59:33 |
| (c) – Refere-se aos campeões antes da luta. | | |       |

### Entradas e eliminações da luta Royal Rumble

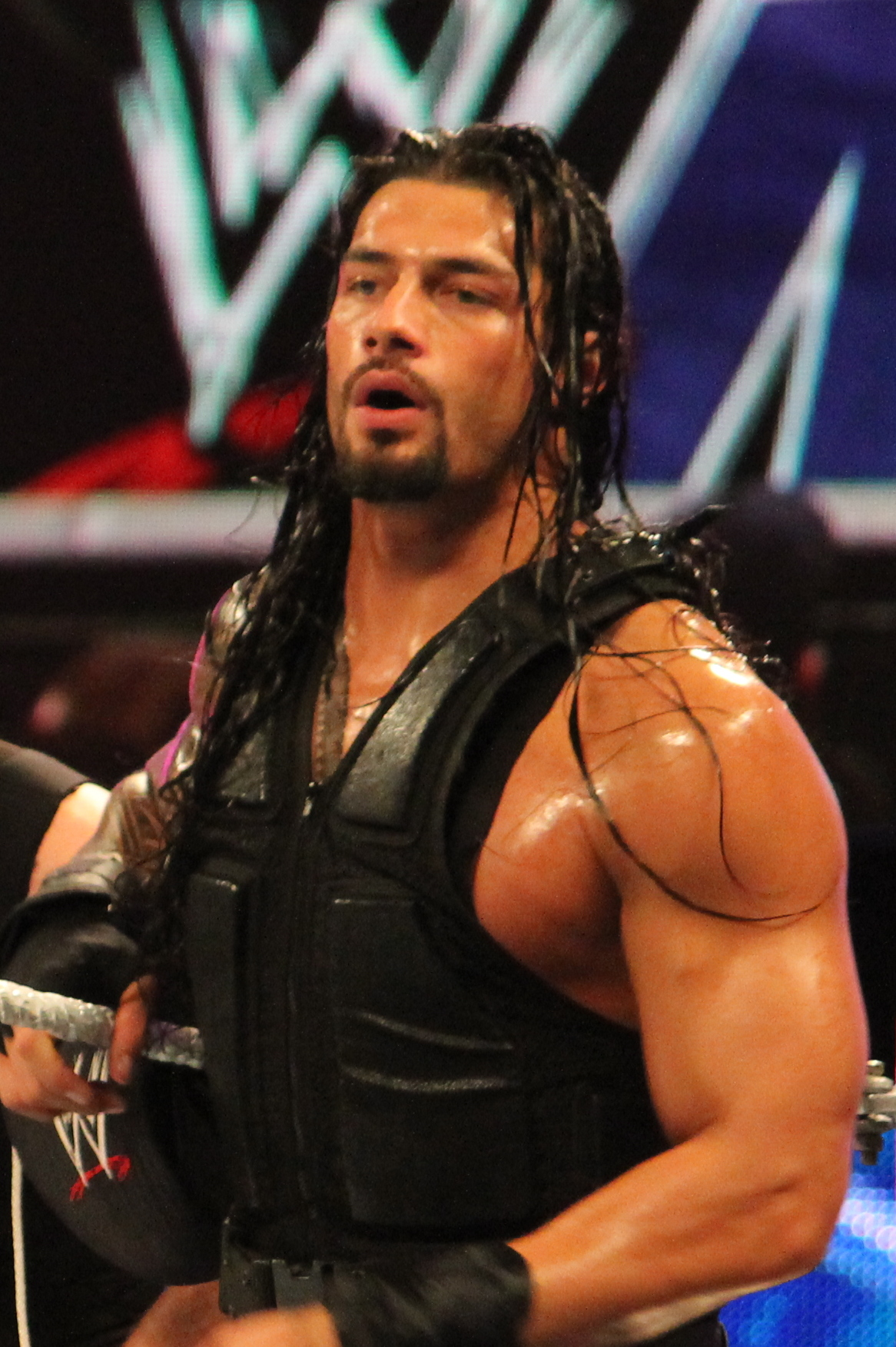
Roman Reigns, vencedor da luta Royal Rumble de 2015.

| Símbolo | Significado                                          |
| ------- | ---------------------------------------------------- |
| †       | Indica o menor tempo.                                |
| ¤       | Indica que o lutador não faz parte do elenco da WWE. |
|         | Indica o vencedor.                                   |

| Nº | Lutador              | Ordem de eliminação | Eliminado por               | Tempo  | Eliminações |
| -- | -------------------- | ------------------- | --------------------------- | ------ | ----------- |
| 1  | The Miz              | 1º                  | Bubba Ray Dudley            | 04:01  | 0           |
| 2  | R-Truth              | 2º                  | Bubba Ray Dudley            | 04:13  | 0           |
| 3  | Bubba Ray Dudley¤    | 3º                  | Bray Wyatt                  | 04:44  | 2           |
| 4  | Luke Harper          | 4º                  | Bray Wyatt                  | 04:17  | 0           |
| 5  | Bray Wyatt           | 24º                 | Big Show e Kane             | 46:59  | 6           |
| 6  | Curtis Axel          | –                   | Não participou              | 00:00  | 0           |
| 7  | The Boogeyman¤       | 5º                  | Bray Wyatt                  | 00:47  | 0           |
| 8  | Sin Cara             | 6º                  | Bray Wyatt                  | 00:37  | 0           |
| 9  | Zack Ryder           | 7º                  | Bray Wyatt                  | 00:34  | 0           |
| 10 | Daniel Bryan         | 11º                 | Bray Wyatt                  | 10:11  | 1           |
| 11 | Fandango             | 10º                 | Rusev                       | 07:36  | 0           |
| 12 | Tyson Kidd           | 8º                  | Daniel Bryan                | 02:26  | 0           |
| 13 | Stardust             | 15º                 | Roman Reigns                | 12:23  | 0           |
| 14 | Diamond Dallas Page¤ | 9º                  | Rusev                       | 02:28  | 0           |
| 15 | Rusev                | 28º                 | Roman Reigns                | 35:17  | 6           |
| 16 | Goldust              | 14º                 | Roman Reigns                | 06:21  | 0           |
| 17 | Kofi Kingston        | 13º                 | Rusev                       | 02:50  | 0           |
| 18 | Adam Rose            | 12º                 | Rusev                       | 00:08  | 0           |
| 19 | Roman Reigns         | -                   | Vencedor                    | 27:28  | 6           |
| 20 | Big E                | 18º                 | Rusev                       | 14:49  | 0           |
| 21 | Damien Mizdow        | 16º                 | Rusev                       | 00:18  | 0           |
| 22 | Jack Swagger         | 20º                 | Big Show                    | 12:49  | 0           |
| 23 | Ryback               | 19º                 | Big Show e Kane             | 11:00  | 0           |
| 24 | Kane                 | 26º                 | Roman Reigns                | 16:55  | 4           |
| 25 | Dean Ambrose         | 25º                 | Big Show e Kane             | 13:30  | 1           |
| 26 | Titus O'Neil         | 17º                 | Dean Ambrose e Roman Reigns | 00:04† | 0           |
| 27 | Bad News Barrett     | 21º                 | Dolph Ziggler               | 05:48  | 0           |
| 28 | Cesaro               | 22º                 | Dolph Ziggler               | 04:55  | 0           |
| 29 | Big Show             | 27º                 | Roman Reigns                | 08:21  | 5           |
| 30 | Dolph Ziggler        | 23º                 | Big Show e Kane             | 02:19  | 2           |

↑ Curtis Axel foi atacado por Erick Rowan antes de entrar no ringue. Já que ele não voltou, Axel foi declarado inelegível para participar.